# Peleas i Melisanda

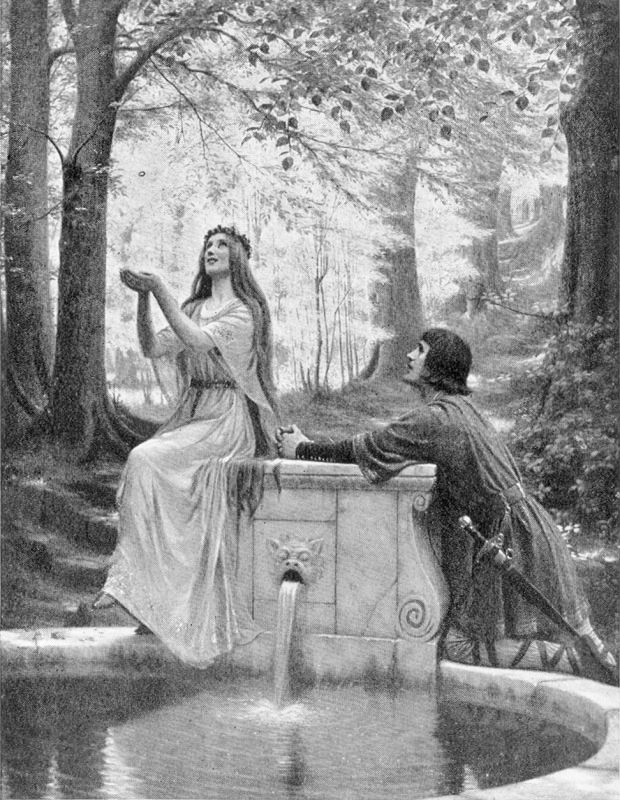
Ilustracja Edmunda Blaira Leightona do Peleasa i Melisandy

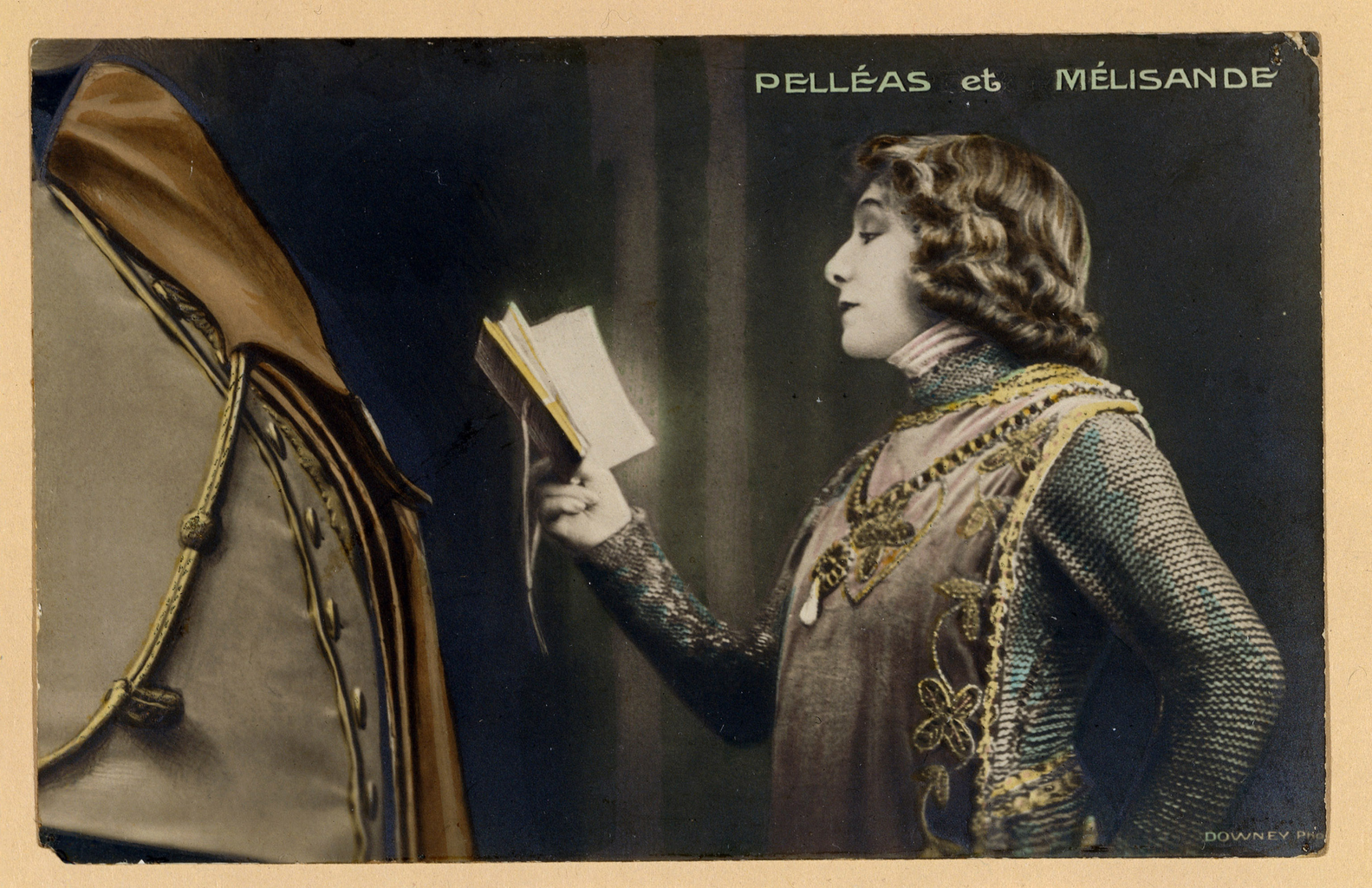
Sarah Bernhardt w inscenizacji dramatu

Peleas i Melisanda (oryg. fr. Pelléas et Mélisande) – dramat Maurice'a Maeterlincka powstały w 1892. Był inspiracją dla różnych utworów muzycznych pod tym samym tytułem, m.in. opery Peleas i Melisanda Claude’a Debussy'ego, poematu symfonicznego A. Schönberga i suity G. Faurégo.

## Treść
Wnuk króla Arkela, Golaud, odnajduje w lesie otaczającym rodzinny zamek tajemniczą, olśniewająco piękną dziewczynę, Melisandę. Zachwycony jej urodą, poślubia ją, chociaż na wszystkie pytania o swoje pochodzenie i przeszłość dziewczyna odpowiadała pojedynczymi słowami o niedającym się zinterpretować znaczeniu, pogrążona jest w nieustającej melancholii. Po zamieszkaniu w zamku Melisanda spotyka młodszego brata Golauda, Peleasa; młodzi zakochują się w sobie. Golaud szybko odkrywa to uczucie i zaczyna śledzić żonę. Zastaje ją w parku, gdy ta całuje Peleasa. Zabija wówczas brata i rani Melisandę. Dziewczyna umiera, jednak przyczyną jej śmierci nie jest rana, lecz niechęć życia, wrodzony smutek, jaki cechował ją od urodzenia.

## Cechy utworu
Peleas i Melisanda to jedna z tragedii symbolistycznych Maeterlincka, którego intencją było wyrażenie w dramatach tajemnicy życia, melancholii stanowiącej nieodłączny element życia człowieka. Świat przedstawiony w utworze jest odrealniony i niemożliwy do precyzyjnego opisania, zaś rysunek psychologiczny postaci zastępuje próba ukazania najbardziej fundamentalnych doznań człowieka, zrozumienia jego natury. Reakcje i zachowania bohaterów pozostają w ścisłym związku ze zjawiskami zachodzącymi w naturze, co sugeruje istnienie wszechwładnego, panującego nad losem każdej jednostki niewyjaśnionego przeznaczenia.
Zdaniem G. Lansona i P. Tuffrau Peleas i Melisanda to najwybitniejsza sztuka teatralna Maeterlincka.
Została przetłumaczona na język polski przez Zenona Przesmyckiego.